# Vårt Georgien – Fria Demokraterna
Vårt Georgien – Fria Demokraterna, VGFD, (georgiska: ჩვენი საქართველო — თავისუფალი დემოკრატები) är ett politiskt parti i Georgien. Partiet styrs av Irakli Alasania, som var med och grundade det den 16 juli 2009. Partiet är för närvarande en del av den georgiska regeringen efter valsegern mot Micheil Saakasjvilis då regerande parti Enade Nationella Rörelsen år 2012. I parlamentsvalet 2012 ingick partiet i den segrande alliansen Georgiska drömmen.